# Stanislav Galić
Stanislav Galić és un antic oficial de l'Exèrcit Popular Iugoslau (JNA), que durant la Guerra de Bòsnia formà part de l'Exèrcit de la República Sèrbia (VRS). El 7 de setembre de 1992 es va convertir en el comandant del Cos Sarajevo-Romanija (SRK), la unitat del VRS que va assetjar Sarajevo, la capital de Bòsnia i Hercegovina. Galić ocupà aquest lloc fins al 10 d'agost de 1994, quan va ser substituït per Dragomir Milošević.

## Crims de guerra
El 1998 el Tribunal Penal Internacional per a l'antiga Iugoslàvia el va acusar per la seva responsabilitat individual amb càrrecs d'assassinat, actes inhumans, crims contra humanitat, atacs contra civils i violacions de les lleis i costums de la guerra. L'acusació va ser ajornada fins que Galić va ser detingut per unitats de la SFOR el 20 de desembre de 1999. El 5 de desembre de 2003 va acabar el seu judici amb una condemna de 20 anys de presó com responsable dels bombardejos i franctiradors de Sarajevo. Galić va apel·lar la sentència, però el 30 de novembre de 2006 la seva apel·lació va ser rebutjada, i el Tribunal d'apel·lació va augmentar la seva condemna a cadena perpètua. El 15 de gener de 2009 va ser transferit a una presó d'Alemanya per a complir la seva condemna.